# Giro d’Italia 2008

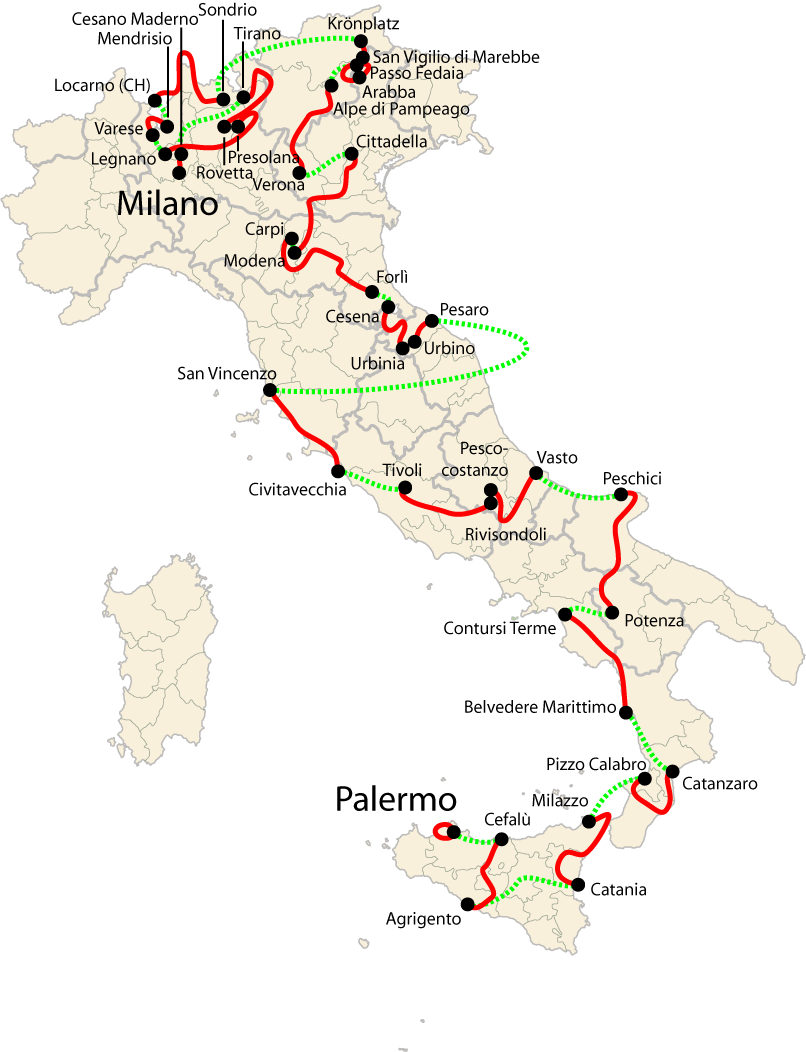
Överblick på etapperna under 2008 års Giro d'Italia.

Giro d’Italia 2008 som var den 91:a upplagan av cykeltävlingen Giro d’Italia inleddes den 10 maj 2008 i Palermo och avslutades 1 juni i Milano. Tävlingen vanns av spanjoren Alberto Contador. Italienarna Riccardo Riccò och Marzio Bruseghin slutade tvåa respektive trea. De tre inledande etapperna av det 3 423,8 km långa loppet kördes på Sicilien. En etapp, 17:e etappen, avslutades utanför Italien i Locarno , Schweiz. Upplagans Cima Coppi (den högsta punkt som passerades) var Passo di Gavia på den 20:e etappen. Tävlingen hade fyra tempolopp varav ett bergstempo och ett lagtempo.
I början var fyra UCI ProTour-stall inte inbjudna, Astana Team, Team High Road, Bouygues Télécom och Crédit Agricole. Inte heller UCI Professional Continental-stallet Acqua & Sapone-Caffè Mokambo blev inbjudna, trots att de tog två etappsegrar under tävlingen 2007. Anledningen till att lagen inte blev inbjudna var bland annat bristande etik, att lagen brydde sig för lite om det italienska etapploppet och kvalitéen på stallen. En vecka innan tävlingens början valde organisationen, RCS Sport, bakom Giro d’Italia att bjuda in Astana Team.  High Road hade sedan tidigare fått klartecken.
Alberto Contadors seger i tävlingen var den första utländska slutsegern sedan den ryske cyklisten Pavel Tonkov vann tävlingen 1996.

## Etapper
| 1       | 10 maj | Palermo                              | 28,5 (TTT) | Slipstream-Chipotle  | Christian Vandevelde |
| 2       | 11 maj | Cefalù - Agrigento                   | 207        | Riccardo Riccò       | Franco Pellizotti    |
| 3       | 12 maj | Catania - Milazzo                    | 208        | Daniele Bennati      | Franco Pellizotti    |
| 4       | 13 maj | Pizzo Calabro - Catanzaro            | 187        | Mark Cavendish       | Franco Pellizotti    |
| 5       | 14 maj | Belvedere Marittimo - Contursi Terme | 170        | Pavel Brutt          | Franco Pellizotti    |
| 6       | 15 maj | Potenza - Peschici                   | 247        | Matteo Priamo        | Giovanni Visconti    |
| 7       | 16 maj | Vasto - Pescocostanzo                | 179        | Gabriele Bosisio     | Giovanni Visconti    |
| 8       | 17 maj | Rivisondoli - Tivoli                 | 200        | Riccardo Riccò       | Giovanni Visconti    |
| 9       | 18 maj | Civitavecchia - San Vincenzo         | 194        | Daniele Bennati      | Giovanni Visconti    |
| Vilodag |        |                                      |            |                      |                      |
| 10      | 20 maj | Pesaro - Urbino                      | 36 (ITT)   | Marzio Bruseghin     | Giovanni Visconti    |
| 11      | 21 maj | Urbania - Cesena                     | 193        | Alessandro Bertolini | Giovanni Visconti    |
| 12      | 22 maj | Forlì - Carpi                        | 171        | Daniele Bennati      | Giovanni Visconti    |
| 13      | 23 maj | Modena - Cittadella                  | 192        | Mark Cavendish       | Giovanni Visconti    |
| 14      | 24 maj | Verona - Alpe di Pampeago            | 195        | Emanuele Sella       | Gabriele Bosisio     |
| 15      | 25 maj | Arabba - Passo Fedaia                | 153        | Emanuele Sella       | Alberto Contador     |
| 16      | 26 maj | San Vigilio di Marebbe - Krönplatz   | 13,8 (ITT) | Franco Pellizotti    | Alberto Contador     |
| Vilodag |        |                                      |            |                      |                      |
| 17      | 28 maj | Sondrio - Locarno                    | 192        | André Greipel        | Alberto Contador     |
| 18      | 29 maj | Mendrisio - Varese                   | 182        | Jens Voigt           | Alberto Contador     |
| 19      | 30 maj | Legnano - Presolana                  | 228        | Vasil Kiryenka       | Alberto Contador     |
| 20      | 31 maj | Rovetta - Tirano                     | 224        | Emanuele Sella       | Alberto Contador     |
| 21      | 1 juni | Cesano Maderno - Milano              | 23,5 (ITT) | Marco Pinotti        | Alberto Contador     |